# Kaporner Heide

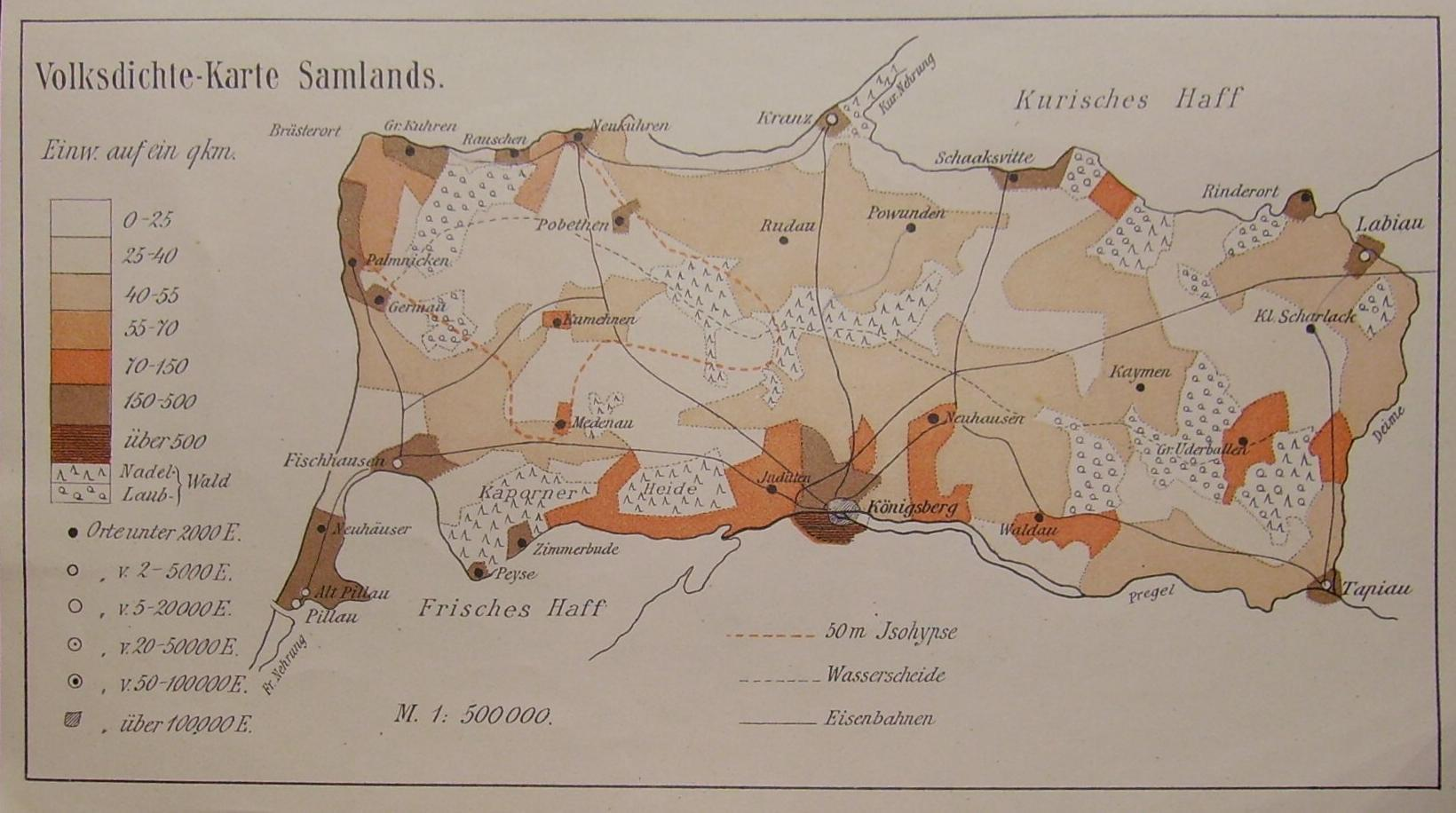
Bevölkerungsdichte des Samlands 1902

Die Kaporner Heide benannte ein Waldgebiet im südlichen Samland, das sich zwischen Fischhausen entlang des Nordufers des Königsberger Haffs bis vor Königsberg erstreckt. Heute heißt das Gebiet les Gorodskoj. 
Es wurde vom Frischen Haff und der Pillauer Bahn begrenzt. 
Den Namen verdankte die Heide dem (damals) berühmten Grab von vier Rittern des Deutschen Ordens westlich von Königsberg (Preußen). In der Altpreußischen Sprache ist „kapurnei“ das Wort für Grabhügel. Am Haff lag Caporn, seit 1525 ein Amt des Hauptamts Schaaken.

## Geologie
Die Kapornern Heide umfasst auch die Bludauer Heide (les Baltijskij) und den Fischhausener Wald und die eigentliche Kapornern Heide. Die Kaporner Heide im engeren Sinn zwischen Groß Heydekrug und Moditten liegt in 5–12 m Höhe und besteht aus späteiszeitlichen Sanden und Kiesen auf einer Fläche von etwa 18 km².